# Пфеффикон (округ)
Пфеффикон (нем. Bezirk Pfäffikon) — округ в Швейцарии. Центр округа — город Пфеффикон.
Округ входит в кантон Цюрих. Занимает площадь 163,55 км². Население 52 110 чел. Официальный код — 0108.

## Коммуны округа
1 января 2015 года коммуна Штерненберг вошла в состав коммуны Баума.
1 января 2016 года коммуна Кибург вошла в состав коммуны Ильнау-Эффретикон.
| Герб                 | Коммуна           | Население (2005) | Площадь км² | Официальный код |
| -------------------- | ----------------- | ---------------- | ----------- | --------------- |
| Баума                | Баума             | 4469             | 29,51       | 0171            |
| Феральторф           | Феральторф        | 4952             | 9,54        | 0172            |
| Хитнау               | Хитнау            | 3182             | 12,92       | 0173            |
| Ильнау-Эффретикон    | Ильнау-Эффретикон | 15386            | 32,86       | 0174            |
| Линдау               | Линдау            | 4598             | 11,96       | 0176            |
| Пфеффикон            | Пфеффикон         | 9920             | 19,54       | 0177            |
| Руссикон             | Руссикон          | 3862             | 14,37       | 0178            |
| Вайслинген           | Вайслинген        | 3006             | 12,81       | 0180            |
| Вила                 | Вила              | 1844             | 9,21        | 0181            |
| Вильдберг            | Вильдберг         | 891              | 10,83       | 0182            |
|                      | Итого (10)        | 52 110           | 163,55      | 0108            |
| Упразднённые коммуны |                   |                  |             |                 |
| Кибург               | Кибург            | 365              | 7,58        | 0175            |
| Штерненберг          | Штерненберг       | 351              | 8,75        | 0179            |

1. 1 2 3 4  Население и площадь вычислены как сумма по 2 объединённым коммунам